# Hussein Husseini
 (janvier 2019).
Si vous disposez d'ouvrages ou d'articles de référence ou si vous connaissez des sites web de qualité traitant du thème abordé ici, merci de compléter l'article en donnant les références utiles à sa vérifiabilité et en les liant à la section « Notes et références ».
Hussein Husseini (en arabe : حسين الحسيني) né le 15 avril 1937 et mort le 11 janvier 2023 à Beyrouth est un homme politique libanais, qui mit fin à la guerre civile du Liban. 
Député chiite de Baalbek à partir de 1972, il occupe entre 1984 et 1992 le poste de président du Parlement libanais.

## Biographie
Hussein Husseini est l'un des fondateurs du Mouvement des Déshérités de l'Imam Moussa Sader et du Mouvement Amal, dont il devient Secrétaire général en 1978. Il démissionne de son poste en juin 1980 signifiant son refus de collaborer avec Yasser Arafat.
Entre 1972 et 1974 il préside la commission parlementaire des Travaux publics et des ressources hydroélectriques. En 1989, il préside la conférence de Taëf dont les accords conduisent à la fin de la guerre civile. Il est considéré comme le parrain de ces accords.
Dans les années 1990, il se situe dans l'opposition aux gouvernements de Rafic Hariri et se rapproche des positions des Premiers ministres Omar Karamé et Salim el-Hoss. Homme politique modéré, il est élu lors des élections législatives de 1992, 1996, 2000 et 2005 sur les listes du Hezbollah et d'Amal, sans être formellement l'allié de ces partis.
Rival de Nabih Berri, il est souvent pressenti pour reprendre son poste à la tête du Parlement.
Husseini présente sa démission le 12 août 2008, avant le vote de confiance parlementaire pour le nouveau gouvernement, pour marquer son désaccord avec la situation politique.